# Plagiozopelma pubescens
Plagiozopelma pubescens är en tvåvingeart som beskrevs av Yang 1999. Plagiozopelma pubescens ingår i släktet Plagiozopelma och familjen styltflugor.
Artens utbredningsområde är Yunnan (Kina). Inga underarter finns listade i Catalogue of Life.